# Enea Guarneri
Enea Guarneri (Passirano, 24 ottobre 1894 – Aschach an der Donau, 25 giugno 1918) è stato un militare italiano, decorato di medaglia d'oro al valor militare alla memoria nel corso della prima guerra mondiale.

## Biografia
Nacque a Passirano, provincia di Brescia, il 24 ottobre 1894, figlio di Giovanni Battista, di professione notaio, e della signora Camilla Ferrari.  Conseguita la licenza liceale si iscrisse alla Scuola Superiore di Agricoltura di Milano, trasferendosi poi come studente la facoltà di agraria presso l'università di Pisa. Il 30 aprile 1914 fu chiamato a prestare servizio militare nel Regio Esercito presso il 36º Reggimento fanteria. Frequentò il corso per allievi ufficiali di complemento a Modena e nel dicembre dello stesso anno fu nominato sottotenente, assegnato alla 18ª Compagnia del battaglione alpini "Dronero", in forza al 2º Reggimento alpini. All'atto dell'entrata in guerra del Regno d'Italia, avvenuta il 24 maggio 1915, il battaglione si trovava schierato in Carnia e varcò il confine con l'Impero austro-ungarico nel settore Degano-Passo di Volaja. Rimase leggermente ferito in combattimento il 9 luglio 1915. Promosso tenente nel marzo 1916 fu destinato a prestare servizio nella 123ª Compagnia del battaglione alpini "Bicocca", di nuova costituzione, e quindi frequentò un corso per mitraglieri a Caserta.
Ritornò in zona di operazioni il 10 aprile, nel settore dell'alto Isonzo, distinguendosi sul Monte Nero e sul Rombon. Dove nel mese di settembre ricevette un Encomio Solenne. Assunse il comando della 215ª Compagnia del battaglione alpini "Val Stura", e con la promozione a capitano nel mese di luglio passò al comando della 214ª Compagnia. Particolarmente attivo in quel periodo, prese parte ad azioni di guerra sugli Altipiani nel settore di Cima 11, di Passo dell'Agnella e nella battaglia dell'Ortigara, dove fu gravemente ferito due volte, venendo proposto per la concessione di una medaglia d'argento al valor militare.  Il 24 ottobre 1917, con l'inizio della battaglia di Caporetto, il suo battaglione, caricato su carri ferroviari e su automezzi, fu trasferito a Cividale e da lì a Nimis nel tentativo di arginare l'offensiva nemica.
Il 27 ottobre si distinse nella strenua difesa di Monte Cavallo, dove fu ferito a cadde prigioniero di guerra degli austro-tedeschi. Inviato dapprima nel campo di concentramento di Sigmundsherberg, fu poi trasferito a quello di Aschach an der Donau, sul Danubio, il 25 giugno 1918 mise in atto un tentativo di fuga che, nonostante gli sforzi per salvarlo messi in atto dalle autorità militari austro-ungariche allertate dai suoi compagni di prigionia, gli costò la vita. La salma fu tumulata con nel cimitero di Hartkirchen con tutti gli onori militari. Con Regio Decreto del 24 maggio 1924 fu insignito della medaglia d'oro al valor militare alla memoria.

### Fonti
1. 1 2 3 4 5 6  Combattenti Liberazione.
2. ↑  Carolei, Greganti, Modica 1968, p. 124.
3. ↑   Gruppo Alpini di Passirano (a cura di), L'Archivio Enea Guarneri, ISBN 979-12-210-6113-0.
4. 1 2 3 4 5 6 7  Enciclopedia Bresciana.
5. ↑  Bianchi, Cattaneo 2011, p. 183.
6. ↑  Coltrinari, Ramaccia 2018, p. 36.
7. 1 2  Coltrinari, Ramaccia 2018, p. 37.
8. ↑  Coltrinari, Ramaccia 2018, p. 35.
9. ↑  Medaglie d'oro al valor militare sul sito della Presidenza della Repubblica